# 前川佑
前川 佑（まえかわ たすく、2005年〈平成17年〉12月28日 - ）は、日本の俳優。エヴァーグリーン・エンタテイメント所属。

## 略歴
北海道函館市に生まれ、小学2年生より石狩郡当別町で育つ。中学2年生のとき、『グレイテスト・ショーマン』を観て俳優志望となる。
2020年に、第33回ジュノン・スーパーボーイ・コンテストでグランプリを受賞。
2021年、土ドラ『顔だけ先生』（東海テレビ・フジテレビ）で俳優デビュー。
2022年、8月19日公開『ハウ』で映画初出演。

## 出演

### 映画
- ハウ（2022年8月19日、東映） - 亮 役

### テレビドラマ
- 顔だけ先生（2021年10月9日 - 12月18日、東海テレビ・フジテレビ系） - 大久保翼 役[3][4]
- 仮面ライダーギーツ 第5話・第6話・第9話・第25話・第26話（2022年10月2日・9日・30日・2023年3月5日・12日、テレビ朝日） - 今井透 役[5]
- 全ラ飯（2023年4月14日 - 6月30日、カンテレ） - 一条颯太（高校時代） 役
- バイバイ、マイフレンド（2023年5月10日 - 31日、フジテレビ） - 植村大輝 役
- 怪談新耳袋 暗黒「ハトの出る部屋」（2023年8月3日、BS-TBS） - 郷田渉 役[6]

### 配信番組
- 恋する♥週末ホームステイ 2023春～Sweet Orange Memory～（2023年3月7日 - 5月2日、AbemaTV）

### MV
- 杏沙子「ともだちに戻るよ」（2022年3月2日）[7]